# Jordan Wilimovsky
Jordan Wilimovsky (Malibù, 22 aprile 1994) è un nuotatore statunitense.

## Palmarès
- Mondiali

Kazan 2015: oro nella 10 km.
Budapest 2017: argento nella 10 km e nella 5 km a squadre.
Gwangju 2019: bronzo nella 5 km a squadre.
- Campionati panpacifici

Tokyo 2018: oro nei 1500 m sl e nella 10 km, argento negli 800 m sl.

## Riconoscimenti
- Atleta dell'anno FINA: 2015
- Open Water Swimmer of the Year: 2015